# Lista odcinków serialu Jej Szerokość Afrodyta
Poniżej znajduje się lista odcinków serialu telewizyjnego Jej Szerokość Afrodyta – emitowanego przez amerykańską stację telewizyjną Lifetime od 12 lipca 2009 roku. W Polsce serial jest emitowany od 4 grudnia 2010 przez stację Polsat.
| Sezon | Sezon | Odcinki | Premiera sezonu | Finał sezonu         | Wydanie DVD     | Wydanie DVD     | Wydanie DVD |
| Sezon | Sezon | Odcinki | Premiera sezonu | Finał sezonu         | Region 1        | Region 2        | Region 4    |
| ----- | ----- | ------- | --------------- | -------------------- | --------------- | --------------- | ----------- |
|       | 1     | 13      | 12 lipca 2009   | 11 października 2009 | 1 czerwca 2010  | 28 czerwca 2010 | brak danych |
|       | 2     | 13      | 6 czerwca 2010  | 29 sierpnia 2010     | 3 maja 2012     | brak danych     | brak danych |
|       | 3     | 13      | 19 czerwca 2011 | 25 września 2011     | 29 maja 2012    | brak danych     | brak danych |
|       | 4     | 13      | 3 czerwca 2013  | 9 września 2013      | 18 czerwca 2013 | brak danych     | brak danych |
|       | 5     | 13      | 23 czerwca 2013 | 3 listopada 2013     | 3 czerwca 2014  | brak danych     | brak danych |
|       | 6     | 13      | 23 marca 2014   | 22 czerwca 2014      | brak danych     | brak danych     | brak danych |

## Sezon 1 (2009)
| Nr | #  | Tytuł              | Reżyseria         | Scenariusz                     | Premiera Lifetime    |
| -- | -- | ------------------ | ----------------- | ------------------------------ | -------------------- |
| 1  | 1  | Pilot              | James Hayman      | Josh Berman                    | 12 lipca 2009        |
| 2  | 2  | The F Word         | Ron Underwood     | Carla Kettner Josh Berman      | 19 lipca 2009        |
| 3  | 3  | Do Over            | Michael Lange     | Alex Taub                      | 26 lipca 2009        |
| 4  | 4  | The Chinese Wall   | Lawrence Trilling | Thania St. John                | 2 sierpnia 2009      |
| 5  | 5  | Lost and Found     | David Petrarca    | Jeanette Collins Mimi Friedman | 9 sierpnia 2009      |
| 6  | 6  | Second Chances     | Michael Schultz   | Jeffrey Lippman                | 16 sierpnia 2009     |
| 7  | 7  | The Magic Bullet   | Jamie Babbit      | Shawn Schepps                  | 23 sierpnia 2009     |
| 8  | 8  | Crazy              | Melanie Mayron    | Maurissa Tancharoen            | 30 sierpnia 2009     |
| 9  | 9  | The Dress          | David Petrarca    | Josh Berman                    | 13 września 2009     |
| 10 | 10 | Make Me a Match    | Matt Hastings     | Thania St. John                | 20 września 2009     |
| 11 | 11 | What If            | Bethany Rooney    | Jeanette Collins Mimi Friedman | 27 września 2009     |
| 12 | 12 | Dead Model Walking | Ron Underwood     | Amy Engelberg Wendy Engelberg  | 4 października 2009  |
| 13 | 13 | Grayson's Anatomy  | David Petrarca    | Alex Taub Jeffrey Lippman      | 11 października 2009 |

## Sezon 2 (2010)
| Nr | #  | Tytuł                 | Reżyseria        | Scenariusz                     | Premiera Lifetime |
| -- | -- | --------------------- | ---------------- | ------------------------------ | ----------------- |
| 14 | 1  | Would I Lie to You?   | Michael Lange    | Josh Berman                    | 6 czerwca 2010    |
| 15 | 2  | Back From the Dead    | Melanie Mayron   | Alex Taub                      | 13 czerwca 2010   |
| 16 | 3  | The Long Road to Napa | Jamie Babbit     | Jeremy Littman Morgan Gendel   | 20 czerwca 2010   |
| 17 | 4  | Home Away From Home   | Kevin Dowling    | Jeffrey Lippman                | 27 czerwca 2010   |
| 18 | 5  | Senti-Mental Journey  | Rick Rosenthal   | Jeanette Collins Mimi Friedman | 11 lipca 2010     |
| 19 | 6  | Begin Again           | Michael Lange    | David Feige                    | 18 lipca 2010     |
| 20 | 7  | A Mother's Secret     | Arlene Sanford   | Josh Berman                    | 25 lipca 2010     |
| 21 | 8  | Queen of Mean         | Michael Grossman | Amy Engelberg Wendy Engelberg  | 1 sierpnia 2010   |
| 22 | 9  | Last Year's Model     | Jamie Babbit     | Jeffrey Lippman Alex Taub      | 8 sierpnia 2010   |
| 23 | 10 | Will & Grayson        | David Warren     | Jeremy Littman Morgan Gendel   | 15 sierpnia 2010  |
| 24 | 11 | Good Grief            | Bethany Rooney   | Jeanette Collins Mimi Friedman | 22 sierpnia 2010  |
| 25 | 12 | Bad Girls             | John Terlesky    | Amy Engelberg Wendy Engelberg  | 29 sierpnia 2010  |
| 26 | 13 | Freeze The Day        | Michael Lange    | Alex Taub Jeffrey Lippman      | 29 sierpnia 2010  |

## Sezon 3 (2011)
| Nr | #  | Tytuł             | Reżyseria        | Scenariusz                                      | Premiera Lifetime |
| -- | -- | ----------------- | ---------------- | ----------------------------------------------- | ----------------- |
| 27 | 1  | Hit and Run       | Jamie Babbit     | Josh Berman                                     | 19 czerwca 2011   |
| 28 | 2  | False Alarm       | Michael Grossman | Alex Taub                                       | 26 czerwca 2011   |
| 29 | 3  | Dream Big         | Martha Coolidge  | Rob Wright                                      | 10 lipca 2011     |
| 30 | 4  | The Wedding       | Kevin Hooks      | Sandy Isaac                                     | 17 lipca 2011     |
| 31 | 5  | Prom              | Jamie Babbit     | Sarah McLaughlin                                | 24 lipca 2011     |
| 32 | 6  | Closure           | Michael Grossman | William N. Fordes                               | 31 lipca 2011     |
| 33 | 7  | Mothers Day       | Kevin Hooks      | Jeffrey Lippman                                 | 7 sierpnia 2011   |
| 34 | 8  | He Said, She Said | Tim Matheson     | Amy Engelberg Wendy Engelberg                   | 14 sierpnia 2011  |
| 35 | 9  | You Bet Your Life | Dwight Little    | Rob Wright                                      | 21 sierpnia 2011  |
| 36 | 10 | Toxic             | Michael Schultz  | Sandy Isaac Sarah McLaughlin                    | 28 sierpnia 2011  |
| 37 | 11 | Ah Men            | Robert J. Wilson | Adam R. Perlman                                 | 4 września 2011   |
| 38 | 12 | Bride-a-Palooza   | Michael Grossman | Amy Engelberg Wendy Engelberg William N. Fordes | 18 września 2011  |
| 39 | 13 | Change of Heart   | Jamie Babbit     | Jeffrey Lippman Alex Taub                       | 25 września 2011  |

## Sezon 4 (2012)
| Nr | #  | Tytuł                  | Reżyseria        | Scenariusz                                | Premiera Lifetime |
| -- | -- | ---------------------- | ---------------- | ----------------------------------------- | ----------------- |
| 40 | 1  | Welcome Back           | Michael Grossman | Josh Berman                               | 3 czerwca 2012    |
| 41 | 2  | Home                   | Dwight Little    | Alex Taub                                 | 10 czerwca 2012   |
| 42 | 3  | Freak Show             | John Murray      | Rob Wright                                | 17 czerwca 2012   |
| 43 | 4  | Winning Ugly           | Jamie Babbit     | Alfonso H. Moreno                         | 24 czerwca 2012   |
| 44 | 5  | Happily Ever After     | Tim Matheson     | Amy Engelberg Wendy Engelberg             | 1 lipca 2012      |
| 45 | 6  | Rigged                 | J. Miller Tobin  | Lynne E. Litt William N. Fordes           | 8 lipca 2012      |
| 46 | 7  | Crushed                | Michael Grossman | Josh Berman                               | 15 lipca 2012     |
| 47 | 8  | Road Trip              | Kevin Hooks      | Jeffrey Lippman                           | 22 lipca 2012     |
| 48 | 9  | Ashes to Ashes         | Michael Grossman | Rob Wright                                | 5 sierpnia 2012   |
| 49 | 10 | Lady Parts             | Robert J. Wilson | Alfonso H. Moreno Lynne E. Litt           | 12 sierpnia 2012  |
| 50 | 11 | Family Matters         | Augie Hess       | Amy and Wendy Engelberg William N. Fordes | 19 sierpnia 2012  |
| 51 | 12 | Picks & Pakes          | Jamie Babbit     | Joshua V. Gilbert Oscar Balderrama        | 26 sierpnia 2012  |
| 52 | 13 | Jane's Getting Married | Michael Grossman | Josh Berman Jeffrey Lippman               | 9 września 2012   |

## Sezon 5 (2013)
| Nr | #  | Tytuł                  | Reżyseria        | Scenariusz                      | Premiera Lifetime    |
| -- | -- | ---------------------- | ---------------- | ------------------------------- | -------------------- |
| 53 | 1  | Back from the Dead     | Robert J. Wilson | Josh Berman                     | 23 czerwca 2013      |
| 54 | 2  | The Real Jane          | Michael Grossman | Josh Berman                     | 30 czerwca 2013      |
| 55 | 3  | Surrogates             | J. Miller Tobin  | Jeffrey Lippman David Feige     | 23 czerwca 2013      |
| 56 | 4  | Cheaters               | David Grossman   | Amy Engelberg Wendy Engelberg   | 14 lipca 2013        |
| 57 | 5  | Secret Lives           | Michael Grossman | Marty Scott                     | 21 lipca 2013        |
| 58 | 6  | Fool for Love          | Michael Grossman | Steve Lichtman                  | 28 lipca 2013        |
| 59 | 7  | Missed Congeniality    | Bethany Rooney   | David Feige Jeffrey Lippman     | 4 sierpnia 2013      |
| 60 | 8  | 50 Shades of Grayson   | Michael Grossman | Josh Berman Marty Scott         | 11 sierpnia 2013     |
| 61 | 9  | Trust Me               | Michael Grossman | Zac Hug                         | 6 października 2013  |
| 62 | 10 | The Kiss               | Jamie Babbit     | Amy Engelberg David Feige       | 13 października 2013 |
| 63 | 11 | One Shot               | Dwight Little    | Wendy Engelberg Jeffrey Lippman | 20 października 2013 |
| 64 | 12 | Guess Who's Coming     | Michael Grossman | Eric Buchman                    | 27 października 2013 |
| 65 | 13 | Jane's Secret Revealed | Robert J. Wilson | Josh Berman                     | 3 listopada 2013     |

## Sezon 6 (2014)
| Nr | #  | Tytuł                | Reżyseria        | Scenariusz                      | Premiera Lifetime |
| -- | -- | -------------------- | ---------------- | ------------------------------- | ----------------- |
| 66 | 1  | Truth & Consequences | Robert J. Wilson | Josh Berman                     | 23 marca 2014     |
| 67 | 2  | Soulmates?           | Michael Grossman | Amy Engelberg David Feige       | 23 marca 2014     |
| 68 | 3  | First Date           | Robert J. Wilson | Jeffrey Lippman Wendy Engelberg | 30 marca 2014     |
| 69 | 4  | Life & Death         | Michael Grossman | Josh Berman Marty Scott         | 6 kwietnia 2014   |
| 70 | 5  | Cheers & Jeers       | Robert J. Wilson | Jeffrey Lippman David Feige     | 13 kwietnia 2014  |
| 71 | 6  | Desperate Housewife  | Michael Grossman | Amy Engelberg Wendy Engelberg   | 27 kwietnia 2014  |
| 72 | 7  | Sister Act           | Robert J. Wilson | Josh Berman Marty Scott         | 4 maja 2014       |
| 73 | 8  | Identity Crisis      | Robert J. Wilson | David Feige Amy Engelberg       | 11 maja 2014      |
| 74 | 9  | Hope and Glory       | Bethany Rooney   | Jeffrey Lippman Wendy Engelberg | 18 maja 2014      |
| 75 | 10 | No Return            |                  |                                 | 1 czerwca 2014    |
| 76 | 11 | Afterlife            |                  |                                 | 8 czerwca 2014    |
| 77 | 12 | Hero                 |                  |                                 | 15 czerwca 2014   |
| 78 | 13 | It Had To Be You     |                  |                                 | 22 czerwca 2014   |